# La città dell'amore
La città dell'amore è un film del 1934 diretto da Mario Franchini

## Produzione
Prodotto dall'attrice Marcella Albani e dal marito Mario Franchini il film fu girato interamente a Venezia, trasformando la pellicola in un quasi documentario sulla città, appena sorretto da una tenue trama sentimentale tra due giovani.

## La critica
«L'interpretazione attraverso le immagini di una città come Venezia, è tema schiettamente cinematografico. Si trattava di rivelare, servendosi di una vicenda qualsiasi, l'anima stessa della città e l'influenza che essa può esercitare sullo spirito umano. Difficile compito, che richiedeva mezzi e tempi maggiori, ed anche una assoluta libertà da ogni esigenza commerciale. Ma le intenzioni e quel di parzialmente compiuto è nel film, bastano nel riconoscere nel Franchini e nel suo collaboratore nobiltà di sforzi e qualità di esecuzione...» Enrico Roma in Film del 3 gennaio 1934.